# گمینا ستارگارد
گمینا ستارگارد (به لهستانی:  Gmina Stargard) یک گمینا در لهستان است که در شهرستان ستارگارد واقع شده‌است. گمینا ستارگارد ۳۱۸٫۴۷ کیلومتر مربع مساحت و ۱۱٬۳۲۲ نفر جمعیت دارد.